# كلية ألبرت آينشتاين للطب
كلية ألبرت أينْشتاين للطب، (بالإنجليزية: Albert Einstein College of Medicine)‏، أو ما يعرف باختصار ب"أينْشتاين"، هي إحدى كليات تدريس الطب في الولايات المتحدة الأمريكية.
هي كيان مشترك بين مركز مونتيفيور الطبي (بالإنجليزية: Montefiore Medical Center)‏ وجامعة يشيفا (حتى عام 2018)، وهي كلية طب خاصة، غير ربحية، غير طائفية، تقع في حي موريس بارك (بالإنجليزية: Morris Park)‏ في ضاحية ذا برونكس (بالإنجليزية: Bronx)‏ في مدينة نيويورك في ولاية نيويورك الأمريكية. بالإضافة إلى درجة الدكتوراه في الطب، تقدم إينشتاين الدراسات العليا الطبية الحيوية من خلال شعبة الدراسات العليا.